# 真岡市立真岡小学校
真岡市立真岡小学校（もおかしりつ もおかしょうがっこう）は、栃木県真岡市台町にある公立の小学校である。

## 概要
真岡城址の大部分が校地である。三ノ丸跡と二ノ丸跡に校舎やプール、体育館が建てられ、本丸跡は校庭となっている。
日本国外にルーツを持つ児童が在籍しており、2022年（令和4年）度は約70人通学していた。保護者向けの「お便り」の翻訳は教師の大きな負担になっていたが、同年度より凸版印刷のメール多言語翻訳システム「E-Tra（イートラ）ノート」を導入し、負担軽減を図っている。

### 校歌
- 作詞：泉漾太郎
- 作曲：平岡均之

## 沿革
出典

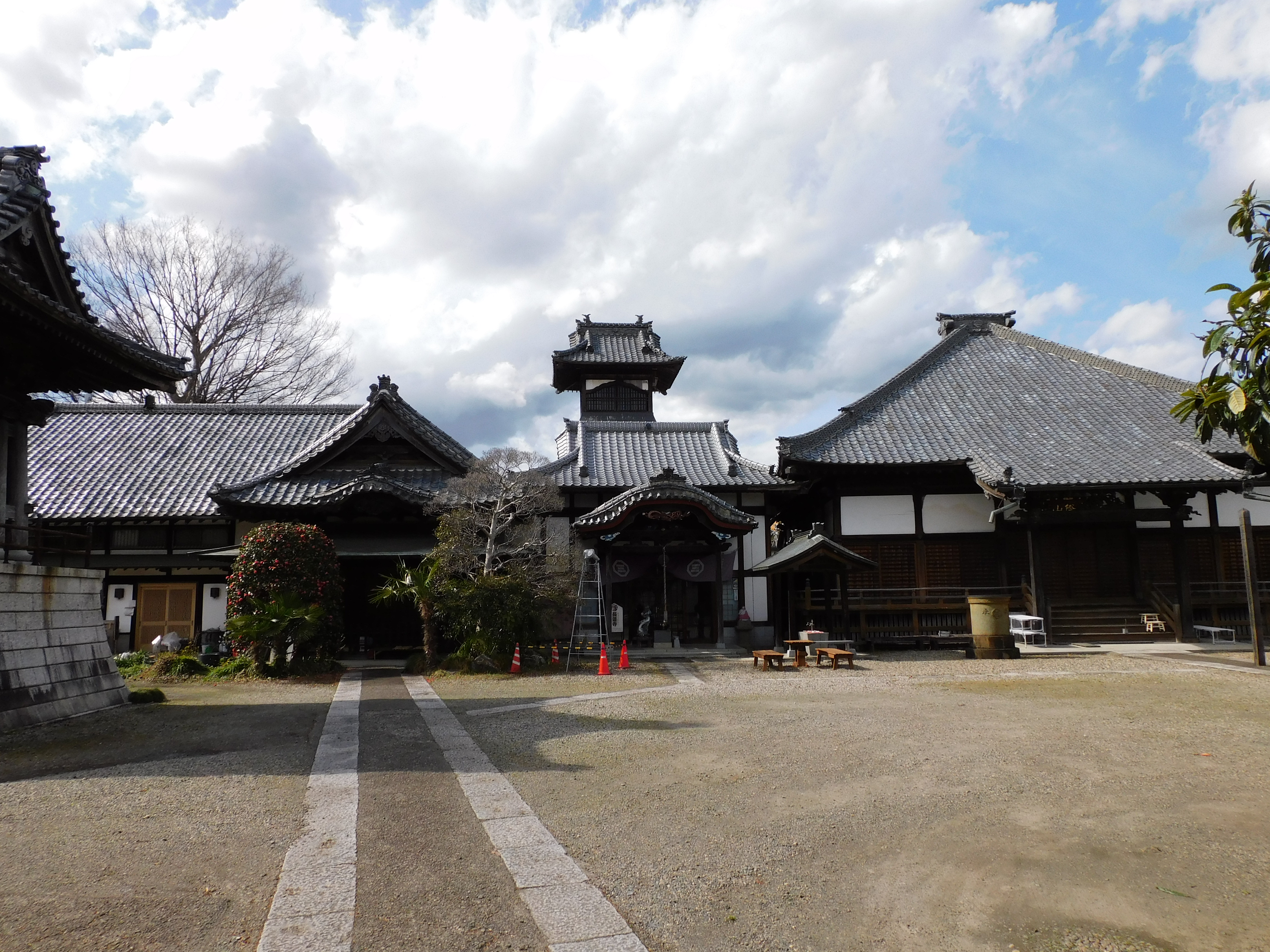
創立の地・長蓮寺

- 1874年（明治6年）5月 - 登高学舎として、長蓮寺に開校
- 1886年（明治18年）4月 - 真岡学校に改称
- 1888年（明治20年）4月 - 真岡尋常小学校に改称
- 1896年（明治29年）9月 - 現在地に校舎新築移転
- 1938年（昭和13年）5月 - 久保氏の寄贈を受けて久保講堂新築
- 1941年（昭和16年）4月 - 真岡国民学校に改称
- 1947年（昭和22年）
  - 4月 - 学校教育法施行により真岡町立真岡小学校に改称
  - 9月6日 - 昭和天皇が行幸（昭和天皇の戦後巡幸）[4]。
- 1954年（昭和29年）10月 - 市制施行により真岡市立真岡小学校に改称
- 1976年（昭和51年）4月 - 真岡市立真岡西小学校新設により学区分離
- 1979年（昭和54年）4月 - 体育館竣工
- 1980年（昭和50年）4月 - 真岡市立真岡東小学校新設により学区分離
- 1986年（昭和61年）2月 - 久保講堂を田町へ移築
- 2019年（平成31年）3月29日 - プロゴルファーの石川遼からカシオ計算機の電子辞書44台が贈られる[5]
- 2023年（令和5年）7月11日 - 作業小屋の一部を焼損[6]

## 通学区域と進学先中学校
出典
真岡市では住所により学区を決定しており、番地によって通学先小学校・中学校が異なる場合もあるので、入居予定者は学校教育課まで要確認としている。
学区
- 荒町二丁目
- 荒町三丁目の一部
- 大谷新町
- 熊倉一丁目
- 熊倉町の一部
- 下大和田の一部
- 台町
- 田町の一部
- 寺久保一丁目
- 並木一丁目 - 四丁目
- 白布ケ丘

進学先
- 進学先中学校は、真岡市立真岡中学校または真岡市立東中学校となる。

## 交通アクセス
- 真岡鐵道 真岡駅下車、北東に約850m、徒歩約10分
- 東北新幹線 宇都宮駅西口より関東バスの真岡営業所行で「台町」バス停下車、徒歩約3分

## 出身者
- 石坂真一 - 真岡市長[8]
- 石田隼都 - プロ野球選手（読売ジャイアンツ）[9]